# Ghiacciaio Polaris
Il ghiacciaio Polaris (in inglese Polaris Glacier) è un ghiacciaio lungo 7 km situato sulla costa di Nordenskjöld, nella parte orientale della Terra di Graham, in Antartide. Il ghiacciaio, il cui punto più alto si trova 773 m s.l.m fluisce verso sud, partendo dall'altopiano Detroit e scorrendo tra il ghiacciaio Pyke e il ghiacciaio Eliason.

## Storia
Il ghiacciaio Polaris è stato mappato dal British Antarctic Survey, che all'epoca si chiamava ancora Falkland Islands and Dependencies Survey, grazie a fotografie aeree scattate durante una spedizione della stessa agenzia nel 1960-61 ed è stato poi così battezzato dal Comitato britannico per i toponimi antartici in onore della motoslitta "Polaris", prodotta dalla Polaris Industries di Roseau, nel Minnesota, ed utilizzata in Antartide sin dal 1960 .